# Tarka (Nigeria)
Tarka è una delle ventitré aree a governo locale (local government areas) in cui è suddiviso lo Stato di Benue, nella Repubblica Federale della Nigeria. Si estende su una superficie di 371 km² e conta una popolazione di 79.494 abitanti.